# Públio Valério Publícola (cônsul em 352 a.C.)
Públio Valério Publícola (em latim: Publius Valerius Poplicola) foi um político da gente Valéria da República Romana, eleito cônsul em 352 a.C. com Caio Márcio Rutilo. Foi nomeado ditador em 344 a.C..

## Consulado (352 a.C.)
Públio Valério foi eleito cônsul em 352 a.C. com Caio Márcio Rutilo. Os dois cônsules promoveram uma auditoria da dívida sem provocar grandes reclamações dos interessados.

## Ditadura (344 a.C.)
Em 344 a.C., quando eram cônsules o próprio Caio Márcio Rutilo e Tito Mânlio Torquato, foi dedicado o Templo de Juno Moneta, na Cidadela do Capitolino. Segundo Lívio, esta dedicação foi seguida por uma chuva de pedras e um escurecimento do céu, um prodígio que levou a nomeação de um ditador "feriarum constituendarum causa", Públio Valério Publícola, com poderes limitados. O mestre da cavalaria foi um Quinto Fábio Ambusto, do qual não se sabe mais nada.

## Mestre da cavalaria (332 a.C.)
Finalmente, em 332 a.C., Públio Valério foi escolhido mestre da cavalaria (magister equitum) pelo ditador Marco Papírio Crasso.